# Interfleet Technology
Interfleet Technology är ett internationellt järnvägstekniskt konsultföretag. Företaget grundades 1994 och erbjuder konsulttjänster på det järnvägstekniska området.
Det svenska dotterbolaget Interfleet Technology AB utgör personellt drygt 20 % av hela företagsgruppen.

## Historik
Interfleet Technology grundades i april 1994, som en del i privatiseringen av den engelska järnvägsindustrin. Interfleet Technology Ltd har sitt ursprung i avdelningen InterCity Fleet Engineering i British Rail. Från 1994 till 1996 fungerade företaget som ett dotterbolag till BR Board, men i mars 1996 köptes företaget ut av personalen. Interfleet omsatte då ca 5 miljoner pund och hade 99 anställda på sitt kontor i Derby.
Hösten 2003 utökade ITL både sin geografiska närvaro och sin personalstyrka substantiellt genom att förvärva svenska TrainTech Engineering från EuroMaint.
Åtta år senare skaffade man sig starkare finansiella muskler genom att sälja hela Interfleet Group till den kanadensiska industrikoncernen SNC-Lavalin, som i april 2015 har drygt 40 000 anställda i mer än 50 länder.

## Organisation och lokalkontor
Interfleet är i april 2015 representerat i Nordamerika, Storbritannien, Tyskland, Skandinavien, Afrika, Indien och Australasien. De cirka 750 anställda är fördelade på 28 kontor i Australien (Adelaide, Brisbane, Melbourne, Perth och Sydney), Indien (Mumbai), Kanada (Burlington, Vancouver), Norge (Oslo), Nya Zeeland (Wellington), Storbritannien (Derby, Edinburgh, London, Manchester), Sverige (Interfleet Technology AB, med sju lokalkontor i bland annat Göteborg, Malmö och Stockholm), Sydafrika (Sandton), Tyskland (Aachen, Berlin) och USA (Boise, Jacksonville, New York, Philadelphia).

## Tjänsteområden
Interfleet Technology tillhandahåller järnvägstekniska tjänster inom områden som fordon, infrastruktur, signalsystem, transport, dokumentation etc. Företaget arbetar med alla faser av ett järnvägsfordons livscykel: Från förstudie, kravspecifikation och anskaffning till drift, underhåll och ombyggnad. De tjänster som Interfleet erbjuder sträcker sig från rent tekniska tjänster till större strategiska lösningar.
Den svenska grenen av företaget har även utvecklat en världsunik teknik för instrumenterade mäthjul.

## Kunder och uppdrag
Interfleet Technology arbetar med internationella kunder inom hela järnvägssektorn. Kundkretsen består av fordonstillverkare, underhållsleverantörer, operatörer och fordonsägare inom den privata sektorn, såväl som myndigheter inom den offentliga sektorn samt banker, investerings- och försäkringsbolag. De typer av uppdrag som företaget genomför är alltifrån dagligt järnvägstekniskt underhåll och teknisk support till projektledning av större uppdrag, som fordonsupphandling, och strategiskt stöd för anbudsgivare vid till exempel upphandling av passagerartrafik.
Företaget är även certifierad NoBo/DeBo – ”Anmält organ” - på järnvägsområdet, och har genomfört ett flertal granskningar för myndighetsgodkännande i bland annat Storbritannien och Sverige.